# National Maritime Intelligence-Integration Office
Das National Maritime Intelligence-Integration Office (NMIO), vormals National Maritime Intelligence Center (NMIC), ist ein Militärnachrichtendienst der United States Navy stationiert in Suitland, Prince George’s County südöstlich der Hauptstadt Washington, D.C.
Es wurde auf Anraten der 9/11 Commission, Präsidentenerlasse und marinenachrichtendienstlicher Sicherheitspläne mit dem Ziel gegründet, Gefahren für US-Bürger, die amerikanische Wirtschaft oder die Nationale Sicherheit zu erkennen und zu minimieren.
Das NMIO ist die Dachorganisation für das Office of Naval Intelligence (ONI), die Naval Information Warfare Activity (NIWA), die Marine Corps Intelligence Agency (MCIA) sowie des Coast Guard Intelligence Coordination Center (ICC).